# Mordella palmae
Mordella palmae es una especie de coleóptero de la familia Mordellidae.

## Distribución geográfica
Habita en la España peninsular, Sicilia y Córcega.